# روبرتو کیاچیگ
روبرتو کیاچیگ (ایتالیایی: Roberto Chiacig؛ زادهٔ ۱ دسامبر ۱۹۷۴) بازیکن بسکتبال اهل ایتالیا بود.
وی در مسابقات کشوری و بین‌المللی در مجموع برندهٔ ۱ مدال طلا، ۱ مدال نقره، ۱ مدال برنز شده‌است.